# Vendl Mária
Dudich Endréné Vendl Mária (Ditró, 1890. május 26. – Sopron, 1945. augusztus 17.) magyar minerológus, egyetemi tanár, Dudich Endre zoológus felesége, Dudich Endre geológus anyja.

## Élete
Iskoláit Ditróban kezdte, ahol édesapja a polgári iskola igazgatója volt, majd miután családja Sopronba költözött ott folytatta.  Diplomáját az Budapesti Tudományegyetemen szerezte, témája a griedeli baritról szólt, mellyel 1912-ben egyetemi pályadíjat nyert.
Az egyetem befejezése után tanárként helyezkedett el Lőcsén, majd Szombathelyen. Mint mineralógus (ásványtankutató) és tanár, alapos, lelkiismeretes munkájáról lett híres. Az első magyar kutatónő volt, akinek munkáját a Magyar Tudományos Akadémián bemutattak, 1925 decemberében, és az első női természettudós, akit egyetemi magántanárrá kineveztek. 
1920-tól a Magyar Nemzeti Múzeum ásványtárában dolgozott. Az itteni fő tevékenysége az volt, hogy kartotékozta a múzeum meteoritjait, s ez olyan szintű munka volt, hogy a halála után 1951-ben megjelent „Magyarország meteoritgyűjteményei" című könyvben tiszteletből szerzőként szerepel. 1930-tól a Debreceni Egyetem magántanára, szakja az általános ásványtan volt.
Első tudományos dolgozata már 23 éves korában megjelent. Élete folyamán huszonegy nagyobb tudományos munkája jelent meg. Kedvenc témája, mellyel nyolc publikációja is foglalkozik a magyarországi kalcitokról szól. Munkái a Matematikai és Természettudományi Közleményekben, a Földtani Közlönyben, az Annals Musei Nationalis Hungariae, a Zeitschrift für Kristallographie, a Zentralblatt für Minerologie lapjain jelentek meg. 1935-ben a Királyi Magyar Természettudományi Társulat Rauer-díját nyerte el a drágakövekről Koch Sándorral közösen írt könyvével. 1941-ben rk. tanári címet kapott a debreceni egyetemen. Családjában ezzel ő lett a negyedik egyetemi tanár, férje (Dudich Endre), bátyja (Vendl Aladár) és öccse (Vendl Miklós) után, valamint az első magyar női egyetemi tanár. A második világháború viszontagságai miatt, 1945. augusztus 17-én Sopronban hunyt el.

## Testületi tagságai
- Magyarhoni Földtani Társulat választmányi tagja (hat cikluson keresztül)
- Természettudományi Társulat
- Magyarországi Kárpátegyesület
- Főiskolát Végzett Magyar Nők Egyesülete
- Society of University Women

## Fő művei
- A vaskői aragonit kristályalakja (1926)
- Kristálytani vizsgálatok a magyarországi kalcitokon (1927)
- Adatok a hazai kalcitok kristálytani ismeretéhez (1932)
- Magyarország meteoritgyűjteményei (1951).